# Zvănicevo, Pazardjik
Zvănicevo (în bulgară Звъничево) este un sat în comuna Pazardjik, regiunea Pazardjik,  Bulgaria. 

## Demografie
Componența etnică a satului Zvănicevo
     Bulgari (73,77%)
     Turci (1,21%)
     Romi (13,21%)
     Nicio identificare (11,16%)
     Altele (0,63%)
La recensământul din 2011, populația satului Zvănicevo era de 1.899 locuitori. Din punct de vedere etnic, majoritatea locuitorilor (73,77%) erau bulgari, existând și minorități de romi (13,21%) și turci (1,21%). Pentru 11,16% din locuitori nu este cunoscută apartenența etnică.